# Iliass Aouani
Iliass Aouani (* 29. September 1995 in Fkih Ben Salah, Marokko) ist ein italienischer Leichtathlet marokkanischer Herkunft, der sich auf den Langstreckenlauf spezialisiert hat.

## Leben
Iliass Aouani wurde in Marokko geboren. Im Alter von zwei Jahren folgte die Familie dem Vater nach Italien, wo sie sich schließlich bei Ponte Lambro niederließen. Er begann im Jahr 2011 mit der Leichtathletik, nachdem er in Schulwettkämpfen gute Laufleistungen zeigte. Später schloss er ein Gymnasium mit naturwissenschaftlichem Profil ab und ging anschließend in den Vereinigten Staaten. Zunächst studierte er an der Lamar University in Beaumont und anschließend an der Syracuse University, wo er ein Masterstudium des Bauingenieurwesens erfolgreich abschloss. Zugleich trat er für dessen Sportteam, die Syracuse Orange, an. Seit 2021 lebt er wieder in Italien und wird seitdem von Massimo Magnani in Ferrara trainiert.

## Sportliche Laufbahn
Aouani trat im Jahr 2013 in ersten Meisterschaften auf nationaler Ebene an. Damals belegte er den dritten Platz über 1500 Meter bei den italienischen U20-Meisterschaften. Ein Jahr später wurde er nationaler U20-Meister im 5000-Meter-Lauf. 2015 war er für den 10.000-Meter-Lauf bei den U23-Europameisterschaften in Tallinn qualifiziert. Den Wettkampf beendete er auf dem 14. Platz. Ende Juli belegte er mit neuer Bestzeit von 14:25,31 min den siebten Platz über 5000 Meter bei den italienischen Meisterschaften der Erwachsenen. Zum Ende des Jahres trat er im U23-Rennen bei den Crosslauf-Europameisterschaften in Frankreich an. Dort belegte er Platz 39. 2016 zog er wegen seines Studiums in die Staaten. In seinem ersten Freiluftwettkampf über 5000 Meter dort, blieb er zum ersten unterhalb der 14-Minuten-Marke. Zudem konnte bei der Southland Conference Championship des Collegesports den 5000-Meter-Lauf gewinnen. 2017 konnte er lediglich die Hallensaison bestreiten. 2018 belegte er im 5000-Meter-Lauf den zweiten Platz bei den Meisterschaften der Atlantic Coast Conference. Ein Jahr später konnte er zum ersten Mal bei den Meisterschaften der NCAA Division I an den Start gehen. Dort belegte er Anfang Juni den 20. Platz im 10.000-Meter-Lauf. Einen Monat später trat er bei der Universiade an, die 2019 in seiner italienischen Heimat, in Neapel, stattfand. Zunächst belegte er im 10.000-Meter-Lauf den vierten Platz. Vier Tage später startete er dann auch noch im Halbmarathon, wobei er auch dort als Fünfter knapp eine Medaille verpasste.
2021 kehrte Aouani nach Italien zurück und konnte seine ersten nationalen Meistertitel gewinnen. Im Mai stellte er in Ostrava mit 27:45,81 min eine neue 10.000-Meter-Bestzeit auf. 2022 bestritt er seinen ersten Marathon. Er lief die Strecke in 2:08:34 h und konnte damit im August bei den Europameisterschaften in München an den Start gehen. Bei seiner ersten EM-Teilnahme belegte er den 19. Platz. 2023 lief er im März beim Barcelona-Marathon in 2:07:16 h einen neuen Nationalrekord Italiens über die Marathondistanz.
2021 wurde Aouani italienischer Meister im 10.000-Meter-Lauf und über 10 km auf der Straße, 2022 italienischer Meister im Crosslauf.

## Wichtige Wettbewerbe
| Jahr                | Veranstaltung                   | Ort                 | Platz               | Disziplin/Rennen    | Zeit                |
| Startet für Italien | Startet für Italien             | Startet für Italien | Startet für Italien | Startet für Italien | Startet für Italien |
| ------------------- | ------------------------------- | ------------------- | ------------------- | ------------------- | ------------------- |
| 2015                | U23-Europameisterschaften       | Tallinn             | 14.                 | 10.000 m            | 30.:20,86 min       |
| 2015                | Crosslauf-Europameisterschaften | Hyères              | 29.                 | U23 (8 km)          | 24:18 min           |
| 2019                | Universiade                     | Neapel              | 4.                  | 10.000 m            | 29:41,97 min        |
| 2019                | Universiade                     | Neapel              | 5.                  | Halbmarathon        | 1:06:52 h           |
| 2022                | Europameisterschaften           | München             | 19.                 | Marathon            | 2:15:34 h           |

## Persönliche Bestleistungen
Freiluft
- 5000 m: 13:28,09 min, 10. Juni 2021, Florenz
- 10.000 m: 27:45,81 min, 19. Mai 2021, Ostrava

Straße
- 10-km-Lauf: 28:24 min, 10. Oktober 2021, Forlì
- Halbmarathon: 1:01:32 h, 28. Januar 2024, Sevilla
- Marathon: 2:07:16 h, 19. März 2023, Barcelona, (italienischer Rekord)

Halle
- 5000 m: 13:35,07 min, 7. Dezember 2019, Boston